# Nostorf
Nostorf település Németországban, Mecklenburg-Elő-Pomeránia tartományban. Lakosainak száma 1084 fő (2023. december 31.).

## Népesség
A település népességének változása:
| Lakosok száma | 492  | 640  | 714  | 1204 | 1084 |
|               | 2017 | 2019 | 2021 | 2022 | 2023 |